# Germain François Poullain de Saint-Foix
Pour les articles homonymes, voir Poullain.
Germain-François Poullain de Saint-Foix, né le 5 février 1698, à Rennes et mort le 25 aout 1776 à Paris, est un homme de lettres français.

## Biographie
Issu d’une famille de robe, frère ainé du savant juriste Poullain du Parc, il a fait de bonnes études au collège des jésuites de Rennes. Au sortir de ses études, il a intégré la compagnie des Mousquetaires du Roi et de ce corps, une lieutenance de cavalerie dans le régiment de la Cornette Blanche, mais, malgré un caractère bouillant et fougueux, attiré par la carrière littéraire, il a donné, dès 13 juin 1721, au Théâtre-Français, une première comédie en un acte, Pandore, auquel le public a fait bon accueil. De là, il est passé à la Comédie italienne, où il a donné trois pièces en prose, la Veuve à la mode (1726), le Philosophe dupe de l’amour (1726), et le Contraste de l’amour et de l’hymen (1727), qu’il a jugées trop faibles pour les admettre dans le recueil de ses œuvres.
Il venait de publier ses Lettres turques, manifestement inspirées de la manière de Montesquieu, semée de traits fins et délicats, quand a éclaté la guerre avec l’Autriche. Ayant suivi son régiment en Italie, il est devenu aide de camp du maréchal de Broglie, et s’est distingué en 1734 à la bataille de Guastalla. N’ayant pu obtenir un brevet de capitaine qu’il avait sollicité, il a quitté le service à trente-six ans. Revenu à Rennes, il y a acheté, en 1736, une charge de maître des eaux et forêts.
Vite lassé du calme de la vie de province, son penchant pour les lettres et les aventures l’a ramené, en 1740, dans la capitale, où ses querelles et ses duels lui ont valu plus de célébrité que ses productions littéraires. Il a néanmoins été pendant longtemps un auteur à la mode, et plus d’une de ses pièces, comme l’Oracle, le Sylphe, les Grâces, Julie, les Veuves turques, a attiré le public. De 1740 à 1761, il en a composé une vingtaine, se partageant entre les troupes rivales du Théâtre-Français et du Théâtre-Italien. Ses Essais historiques sur Paris, qui ont pour objet « de faire connaitre par des faits et des anecdotes le caractère, les mœurs et les coutumes » de la France, offrent un tableau varié des mœurs et usages sous l’ancienne monarchie. Cette succession d’observations et d’anecdotes vise à montrer, par-delà les différences des usages, l’unité de l’espèce humaine. Pour autant, l’auteur se tient à bonne distance de l’esprit philosophique de son temps, n’hésitant pas à défendre, par exemple, l’immortalité de l’âme.
À la scène, il se flattait d’avoir introduit un genre nouveau, « dont les sujets, disait-il, moins étendus, plus unis, et toujours dans le gracieux, ne présenteraient que la simple nature et le sentiment ». Ce sont de petits tableaux agréables de féerie ou de mythologie, tous jetés dans le même moule, offrant tous quelque surprise de l’amour, auxquels D’Alembert trouvait du naturel, mais moins d’esprit et de finesse que chez Marivaux. Écrits avec pureté, grâce et délicatesse, Voisenon, quant à lui, comparait leur auteur à un encrier qui répandrait de l’eau de rose.
D’un cœur droit et généreux, il était susceptible, exigeant, inquiet, on ne pouvait heurter ses opinions sans allumer sa colère. Aucun journaliste n’osait porter sur ses ouvrages un jugement défavorable. Ce caractère querelleur qui, disait-on, l’avait obligé à quitter le service, lui a attiré plus d’un duel et plus d’une aventure désagréable dans le monde. Ainsi un jour, au café Procope, un garde du roi entra et demanda une tasse de café au lait et un petit pain. Saint-Foix s’exclama : « Voilà un fichu dîner ! », et le répéta à plusieurs reprises, si bien que le garde finit par se fâcher et le provoquer en duel. Ils se battirent, Saint-Foix fut blessé et fit ce commentaire : « M’eussiez-vous tué, vous n’en auriez pas moins fait un mauvais diner. »
Dans une autre aventure, les rieurs n’ont pas été de son côté : un jour qu’il s’était pris de querelle avec un provincial qu’il ne connaissait pas, au foyer de l’Opéra, Saint-Foix lui assigna un rendez-vous. « Quand on a affaire à moi, dit le provincial, on vient me trouver : c’est ma coutume. » Le lendemain, Saint-Foix se présente chez l’inconnu, qui l’invite à déjeuner. « — Il bien question de cela. Sortons ! — Je ne sors jamais sans avoir déjeuné : c’est ma coutume. » L’inconnu, toujours accompagné de Saint-Foix, entre dans un café, joue une partie d’échecs et va faire un tour de promenade aux Tuileries, en répétant à chaque chose : c’est ma coutume. Enfin, à bout de patience, Saint-Foix lui propose de passer aux Champs-Élysées. « — Pour quoi faire ? — Belle demande ! pour nous battre. — Nous battre ! s’écria l’autre. Y pensez-vous, Monsieur ? Convient-il à un trésorier de France, à un magistrat, de mettre l’épée à la main ? On nous prendrait pour des fous ! » L’aventure a couru la ville.
De différents traits de sa vie, plus ou moins bien arrangés, on a composé un Factum qui fait partie du Recueil des facéties parisiennes pour 1760. Il a passé les derniers temps de sa vie dans la retraite, logeant rue des Fossés-Saint-Victor, à une extrémité de Paris, voyant quelques gens de lettres, qui, comme Sabatier et La Dixmerie, avaient consenti à ne le contredire en rien.
Il avait une pension sur le Mercure, et vers 1764 il a été nommé historiographe de l’ordre du Saint-Esprit. Après avoir penché vers le parti des philosophes, il s’est déclaré contre eux.
Les traits de Poullain de Saint-Foix sont connus par le portrait gravé par Noël Le Mire (avec ornements de Clément-Pierre Marillier) d’après Claude Pougin de Saint-Aubin (d), en frontispice des Œuvres complètes de M. de Saint-Foix, historiographe des Ordres du Roi (6 vol., Veuve Duchesne, Paris, 1778).

## Œuvres
- Pandore, 1721.
- Lettres d’une Turque à Paris écrites à sa sœur, Amsterdam, 1730, in-12, réédité sous les titres de Lettres de Nedim Koggia, 1732, puis de Lettres turques, 1760.
- L’Oracle, 1740.
- Deucalion et Pyrrha, 1741.
- L’Île sauvage, 1743.
- Le Sylphe, 1743.
- Les Grâces, 1744.
- Julie, 1746.
- Egérie, 1747.
- Zéloïde, tragédie en prose et en 1 acte, 1747.
- Les Veuves turques, 1747.
- Les Métaphores, 1748.
- La Colonie, comédie, 1749.
- Le Rival supposé, 1749.
- La Cabbale, 1749.
- Les Hommes, 1753.
- Essais historiques sur Paris, 5 vol., Londres, 1754-7.
- Le Financier, 1761.
- Origine de la Maison de France, 1761.
- Histoire de l’Ordre du Saint-Esprit, 1767.
- Lettres au sujet de l’homme au masque de fer, 1768.